# 극장판 프리큐어 올스타즈 뉴 스테이지 미래의 친구
《극장판 프리큐어 올스타즈 뉴 스테이지 미래의 친구》(일본어: 映画 プリキュアオールスターズNewStage みらいのともだち)는 2012년 애니메이션 영화. 프리큐어 올스타즈 시리즈 네번째 작품이다.